# Joseph de Croÿ d'Havré
Joseph Anne Maximilien de Croÿ d'Havré (Parigi, 12 ottobre 1744 – Havré, 14 ottobre 1839) è stato un politico e ufficiale francese.

## Biografia
Era l'unico figlio maschio di Louis-Ferdinand de Croÿ, e di sua moglie, Marie-Louise de Montmorency-Luxembourg-Tingry. Aveva sei sorelle:
- Marie Anne Christine Josephine (7 febbraio 1737-1788), sposò Gabriel François, conte de Rougé;
- Emmanuelle Louise Gabrielle Josèphe (1738-1796);
- Marie Joséphine Charlotte Sabine (1740-1776), sposò Charles-Olivier de Saint-Georges, marchese de Vérac (1743-1828);
- Eleanoire Frédérique (18 giugno 1746-27 luglio 1746);
- Louise Élisabeth Félicité Françoise Armande Anne Marie Jeanne Josephine (1749-1764), sposò Louis François Bouchet, marchese di Sourches;
- Anne Louis François Joseph Ferdinand (16 novembre 1751-25 novembre 1751).

## Carriera
All'età di sedici anni divenne aiutante di campo di suo padre ed era al suo fianco quando il generale venne ferito mortalmente nella Battaglia di Villinghausen. All'età di vent'anni fu promosso a colonnello del reggimento delle Fiandre e successe al padre come governatore di Schelestadt. Il 1º marzo 1780 divenne maresciallo di campo.
Fu eletto membro della nobiltà per gli Stati Generali per Amiens e Ham.
Durante la rivoluzione francese, fu incaricato da Luigi XVI e dai principi di una missione speciale alla corte di Spagna, e rimase a Madrid come rappresentante di Luigi XVIII, fino al momento in cui l'alleanza tra la corte spagnola e la Repubblica francese lo costrinse a lasciare la capitale.
Gli vennero affidate altre missioni importanti da Luigi XVIII, e lo accompagnò nel suo viaggio di ritorno in Francia.
Tornato in Francia è stato successivamente nominato capitano delle guardie del corpo del Re, carica che mantenne fino al 1825; il 4 giugno 1814 divenne pari di Francia e il 22 agosto 1814 fu promosso a tenente generale.
Nel 1816 fu incaricato dal re di andare a ricevere, a Marsiglia, la principessa Carolina di Borbone-Due Sicilie, moglie del duca di Berry.

## Matrimonio
Sposò, il 10 febbraio 1792, Adélaïde Louise Françoise Gabrielle de Croÿ (6 dicembre 1741-27 aprile 1822), figlia di Emmanuel de Croÿ-Solre, duca de Croÿ e principe di Solre, e di Angélique Adélaïde d'Harcourt. Ebbero cinque figli:
- Adélaïde Marie Louise Justine Joséphine (10 luglio 1768-3 settembre 1846), sposò Emmanuel Maximilien de Croÿ, principe di Croy-Solre;
- Amélie Gabrielle Josephine (13 aprile 1774-16 gennaio 1847), sposò Charles Louis Gabriel de Conflans, marchese di Armentieres;
- Pauline Aimée Louise Joséphine (25 settembre 1776-11 dicembre 1849);
- Christian Auguste Joseph Charles (28 gennaio 1778-7 marzo 1780);
- Ernest Emmanuel Joseph (20 marzo 1780-13 aprile 1828).

## Morte
In seguito al suo rifiuto di prestare giuramento al governo di Luigi Filippo, Joseph si ritirò in Belgio, dove morì il 14 ottobre 1839.

## Ascendenza
|                                                               |                                                         |                                                                        | Genitori                                                     |  |  | Nonni |  |  | Bisnonni                                   |  |  | Trisnonni                                  |  |
|                                                               |                                                         |                                                                        |                                                              |  |  |       |  |  | Ferdinand Joseph de Croÿ, III duca d'Havre |  |  | Philippe François de Croÿ, II duca d'Havre |  |
|                                                               |                                                         |                                                                        |                                                              |  |  |       |  |  | Ferdinand Joseph de Croÿ, III duca d'Havre |  |  | Philippe François de Croÿ, II duca d'Havre |  |
|                                                               |                                                         | Marie Claire de Croÿ, I duchessa d'Havre                               |                                                              |  |  |       |  |  | Ferdinand Joseph de Croÿ, III duca d'Havre |  |  |                                            |  |
| Jean Baptiste de Croÿ, V duca d'Havre                         |                                                         |                                                                        |                                                              |  |  |       |  |  | Ferdinand Joseph de Croÿ, III duca d'Havre |  |  |                                            |  |
|                                                               |                                                         | Marie Joséphine Barbe van Halewijn, contessa di Hames                  | Alexandre Timoléon van Halewijn, conte di Hames              |  |  |       |  |  |                                            |  |  |                                            |  |
|                                                               |                                                         | Marie Joséphine Barbe van Halewijn, contessa di Hames                  | Alexandre Timoléon van Halewijn, conte di Hames              |  |  |       |  |  |                                            |  |  |                                            |  |
|                                                               |                                                         | Marie Joséphine Barbe van Halewijn, contessa di Hames                  | Yolande Barbe de Bassompierre                                |  |  |       |  |  |                                            |  |  |                                            |  |
| Louis-Ferdinand de Croÿ, duca d'Havre                         |                                                         | Marie Joséphine Barbe van Halewijn, contessa di Hames                  |                                                              |  |  |       |  |  |                                            |  |  |                                            |  |
|                                                               |                                                         | Antonio Lante Montefeltro della Rovere, II duca di Bomarzo             | Ippolito Lante Montefeltro della Rovere, I duca di Bomarzo   |  |  |       |  |  |                                            |  |  |                                            |  |
|                                                               |                                                         | Antonio Lante Montefeltro della Rovere, II duca di Bomarzo             | Ippolito Lante Montefeltro della Rovere, I duca di Bomarzo   |  |  |       |  |  |                                            |  |  |                                            |  |
|                                                               |                                                         | Antonio Lante Montefeltro della Rovere, II duca di Bomarzo             | Cristina d'Altemps                                           |  |  |       |  |  |                                            |  |  |                                            |  |
| Maria Anna Cesarina Lante Montefeltro della Rovere            |                                                         | Antonio Lante Montefeltro della Rovere, II duca di Bomarzo             |                                                              |  |  |       |  |  |                                            |  |  |                                            |  |
|                                                               |                                                         | Louise Angélique Charlotte de La Trémouille                            | Louis II de La Trémouille, I duca di Noirmoutier             |  |  |       |  |  |                                            |  |  |                                            |  |
|                                                               |                                                         | Louise Angélique Charlotte de La Trémouille                            | Louis II de La Trémouille, I duca di Noirmoutier             |  |  |       |  |  |                                            |  |  |                                            |  |
|                                                               |                                                         | Louise Angélique Charlotte de La Trémouille                            | Renée Julie Aubery de Tilleport                              |  |  |       |  |  |                                            |  |  |                                            |  |
| Joseph de Croÿ, duca d'Havre                                  |                                                         | Louise Angélique Charlotte de La Trémouille                            |                                                              |  |  |       |  |  |                                            |  |  |                                            |  |
|                                                               | François-Henri de Montmorency, duca di Piney-Luxembourg | François de Montmorency, conte di Luxe                                 |                                                              |  |  |       |  |  |                                            |  |  |                                            |  |
|                                                               | François-Henri de Montmorency, duca di Piney-Luxembourg | François de Montmorency, conte di Luxe                                 |                                                              |  |  |       |  |  |                                            |  |  |                                            |  |
|                                                               | François-Henri de Montmorency, duca di Piney-Luxembourg | Elisabeth Angélique de Vienne                                          |                                                              |  |  |       |  |  |                                            |  |  |                                            |  |
| Christian Louis de Montmorency-Luxembourg, principe di Tingry | François-Henri de Montmorency, duca di Piney-Luxembourg |                                                                        |                                                              |  |  |       |  |  |                                            |  |  |                                            |  |
|                                                               |                                                         | Madeleine Charlotte de Clermont-Tonnerre, duchessa di Piney-Luxembourg | Charles Henri de Clermont-Tonnerre, duca di Piney-Luxembourg |  |  |       |  |  |                                            |  |  |                                            |  |
|                                                               |                                                         | Madeleine Charlotte de Clermont-Tonnerre, duchessa di Piney-Luxembourg | Charles Henri de Clermont-Tonnerre, duca di Piney-Luxembourg |  |  |       |  |  |                                            |  |  |                                            |  |
|                                                               |                                                         | Madeleine Charlotte de Clermont-Tonnerre, duchessa di Piney-Luxembourg | Marguerite Charlotte de Luxembourg                           |  |  |       |  |  |                                            |  |  |                                            |  |
| Marie Louise Cunegonde de Montmorency-Luxembourg-Tingry       |                                                         | Madeleine Charlotte de Clermont-Tonnerre, duchessa di Piney-Luxembourg |                                                              |  |  |       |  |  |                                            |  |  |                                            |  |
|                                                               |                                                         | Achille IV de Harlay, conte di Beaumont                                | Achille III de Harlay                                        |  |  |       |  |  |                                            |  |  |                                            |  |
|                                                               |                                                         | Achille IV de Harlay, conte di Beaumont                                | Achille III de Harlay                                        |  |  |       |  |  |                                            |  |  |                                            |  |
|                                                               |                                                         | Achille IV de Harlay, conte di Beaumont                                | Anne Madeleine de Lamoignon                                  |  |  |       |  |  |                                            |  |  |                                            |  |
| Louise Madeleine de Harlay                                    |                                                         | Achille IV de Harlay, conte di Beaumont                                |                                                              |  |  |       |  |  |                                            |  |  |                                            |  |
|                                                               |                                                         | Anne-Renée du Louet, signora di Coetjenval                             | Robert-Louis du Louet, marchese di Coetjenval                |  |  |       |  |  |                                            |  |  |                                            |  |
|                                                               |                                                         | Anne-Renée du Louet, signora di Coetjenval                             | Robert-Louis du Louet, marchese di Coetjenval                |  |  |       |  |  |                                            |  |  |                                            |  |
|                                                               |                                                         | Anne-Renée du Louet, signora di Coetjenval                             | Renée Le Borgne de Lesquiffiou                               |  |  |       |  |  |                                            |  |  |                                            |  |
|                                                               |                                                         | Anne-Renée du Louet, signora di Coetjenval                             |                                                              |  |  |       |  |  |                                            |  |  |                                            |  |